# Peijaiset
El peijaiset (en formas dialectales peijahaiset, peijaat o peijaajaiset) es un concepto finés que data de la época precristiana y que denota una fiesta conmemorativa (similar a un velatorio) que se celebraba en honor de un animal sacrificado, en particular el oso (el animal más sagrado para los antiguos fineses). En el uso moderno, a menudo se refiere a las celebraciones que siguen a una cacería exitosa de alces, o una fiesta al final de una temporada de caza. También se puede usar en sentido figurado, denotando cualquier memorial celebrado por cosas que han llegado a su fin ("peijaiset" sobre, por ejemplo, empresas en quiebra). Tradicionalmente, se refería a velatorios de humanos y animales, pero también a otras celebraciones, según la región de que se trate. Se han informado costumbres similares de muchas otras personas del norte que comparten su hábitat con los osos como por ejemplo, los pueblos obi-ugrios y los nativos norteamericanos.
El Karhunpeijaiset es una celebración para el alma de un oso después de una cacería de osos. Tradicionalmente, un oso nunca fue "cazado"; simplemente fue derribado. Un solo hombre podía afirmar haber cazado y matado a un oso, pero cuando toda la comunidad estaba involucrada, simplemente se decía que el oso había muerto. Había que decirle al espíritu del oso que simplemente había caído en un pozo o que se había suicidado por accidente, no por los cazadores: esto se hacía para apaciguar al espíritu del oso para que no se ofendiera y posiblemente promulgara algún tipo de venganza sobre los cazadores. La ceremonia era siempre un asunto mucho más elaborado de lo que hubiera merecido el miembro más influyente de la comunidad. En el este de Finlandia tendría muchos dolientes y plañideros, y la gente se dirigiría al oso como a un pariente o al hijo de un dios. Su carne no se comía, eso habría sido canibalismo; o, si lo fue, se hizo un espectáculo elaborado para convertir simbólicamente la carne en la de otro animal, como por ejemplo venado. La cabeza del oso generalmente se montaba en la copa de un árbol joven, o en una pica, para ayudar al espíritu del oso a subir a las estrellas, de donde se creía que provenían las almas de los osos. Los carroñeros luego se lo comían, dejando solo el cráneo, que luego se convertía en objeto de veneración y también se despejaría un patio alrededor del cráneo. Tradicionalmente, solo se honraba así a los osos porque para algunos pueblos finlandeses, el oso ha sido el hijo de Dios y fue enviado del cielo para uso de las personas.
A veces, la ceremonia se realizaba a la manera de un matrimonio sagrado en lugar de un velorio. En tales casos, el oso estaba apoyado dentro de un marco o atado a una cruz. Con toda la ceremonia debida, la novia o el novio elegidos se casarían simbólicamente con el oso. 
En la actualidad, peijaiset generalmente se refiere a una celebración al final de una cacería exitosa o al final de una temporada de caza, y generalmente solo se llevan a cabo para alces y osos. En muchas ocasiones se trata de una cena festiva para los cazadores, elaborada con la última presa.